# Бунт мас
«Бунт мас» (ісп. La rebelión de las masas) — соціально-філософський есей іспанського філософа Хосе Ортеги-і-Гассета, присвячений культурній кризі Європи, що стала наслідком виникнення масового суспільства, котре відбирає вплив у аристократії. Книга вперше була опублікована в Іспанії в 1930 році.
У 1932 році вийшов її переклад англійською, де автором вказано Ортегу-і-Гассета, на відміну від оригінального видання, що було анонімним.
Другий переклад був опублікований у 1985 році видавництвом Університету Нотр-Дам у співпраці з W. W. Norton & Co. Над цим перекладом працювали Ентоні Керріган (перекладач) та Кеннет Мур (редактор). Передмову написав письменник Сол Беллоу.

## Зміст
Бунт мас. Зростання в Європі у XX столітті рівня життя обумовило стрімке зростання населення та розповсюдження досягнень науки і техніки, раніше доступних лише меншості. Коло професій та розваг, доступних пересічній людині, значно розширилося. Укріпилося уявлення, що цивілізація досягла свого піка розвитку і людина отримала всі можливі блага. Однак пересічна людина, стрімко долучаючись до нещодавно відсутніх благ цивілізації, не засвоює зв'язку сучасності з минулим, тому не усвідомлює їх цінності й не користується ними сповна. Виникає людина мас — така, що відчуває себе «як усі», для якої посередність у користуванні благами не лише норма, а й ідеал. Такі люди існують у будь-якій соціальній групі, належність до мас суто інтелектуальна, не обумовлена родом занять чи соціальним статусом. Демократія в поєднанні з вірою в прогрес обернулася тим, що маса отримала владу в державах і тепер диктує спосіб життя. Маса не має чіткої програми на майбутнє, задовільняється сьогоденням, використовує створені раніше ідеї замість творити власні. Користуючись кліше мислення й поведінки, людина мас не переймається підґрунтями їх продуктивного застосування. Єдиний прийнятний для мас спосіб розв'язання проблем — це насильство, усунення кожного, хто відрізняється від неї. Людина мас — це дикун, оточений благами цивілізації. Саме на такій основі, на думку Ортеги-і-Гассета, виникає фашизм і більшовизм.
Хто керує світом? Мислитель заперечує думку Освальда Шпенглера про «занепад Європи». На його погляд, у Європі панує сумнів щодо її центрального місця у світі, але два її головних противники — США і Росія, перебувають на периферії. Європейські держави проходили особливий шлях розвитку від об'єднання народів у єдиних кордонах до національних війн, які вирівняли технічні й духовні можливості. Рівність можливостей слугує підставою до злиття держав, утворення європейської наднації, котра зможе протистояти периферії, коли та набере сили. Проблема на шляху до цього в тім, що Європа лишилася без своїх коренів, її населяє і нею керує «молодь», яка не має обов'язків і живе коштом створеного до неї.

## Видання українською
- Ортеґа-і-Ґассет, Х. Бунт мас / Х. Ортеґа-і-Ґассет ; пер. В. Бурґґардта. — Нью-Йорк, ООЧСУ, 1965. — 158 с.
- Ортега-і-Гасет, Х. Бунт мас / Х. Ортега-і-Гасет // Ортега-і-Гасет Х. «Вибрані твори». — К. : Основи, 1994. — С. 15-139.